# Zeuxidia semperi
Zeuxidia semperi är en fjärilsart som beskrevs av Felder 1861. Zeuxidia semperi ingår i släktet Zeuxidia och familjen praktfjärilar. Inga underarter finns listade i Catalogue of Life.